# Jekyll & Hyde (album)
Jekyll & Hyde je osmnácté studiové album skupiny Arakain, které oficiálně vyšlo 17. května 2019. Na online platformách, Spotify a iTunes, bylo uveřejněné 1. června 2019. Jedná se o poslední album se Zdeňkem Kubem.

## Seznam skladeb
| Pořadí         | Název             | Text           | Délka |
| -------------- | ----------------- | -------------- | ----- |
| 1.             | Dnes ještě ne     | Jan Macků      | 4:04  |
| 2.             | Znal Bych Rád     |                | 4:29  |
| 3.             | Šestý Smysl       |                | 4:31  |
| 4.             | To Co Chceš Mít   |                | 4:17  |
| 5.             | Kompromis         |                | 4:16  |
| 6.             | Sny Dávají Křídla |                | 4:10  |
| 7.             | Síť               |                | 4:35  |
| 8.             | Hathor            |                | 4:06  |
| 9.             | Jen Vaše Ruce     |                | 3:33  |
| 10.            | Hřích             |                | 3:34  |
| 11.            | Signály           |                | 3:50  |
| 12.            | Jekyll & Hyde     |                | 4:59  |
| Celková délka: | Celková délka:    | Celková délka: | 50:33 |

## Obsazení
- Jan Toužimský – zpěv
- Jiří Urban – kytara
- Miroslav Mach – kytara
- Zdeněk Kub – basová kytara
- Lukáš Doksanský – bicí